# Vlado Lončar
Vlado Lončar (Vinjani, 13. kolovoza 1944.), hrvatski katolički svećenik iz reda franjevaca i pjesnik.
Osnovnu školu je pohađao u Vinjanima i Posušju. Gimnaziju u Sinju i Dubrovniku. Bogoslovne nauke je studirao u Visokom, Sarajevu i u Trentu u Italiji. Teologiju je diplomirao i postigao Licencijat - magisterij iz teologije u Fribourgu u Švicarskoj. Za svećenika je zaređen 13. lipnja 1970. u Italiji. Kao svećenik-franjevac djelovao je u Drinovcima, Posušju, Rakitnu, Vitini, Mostaru, Širokom Brijegu i sada na Humcu kod Ljubuškoga.
Povremeno se javljao člancima i pjesmama, u nekim listovima i časopisima, pod svojim imenom ili pak pseudonimom.
2013. godine je objavio s talijanskoga prijevod knjige autora Berardija Rossija - Sveti Franjo i njegovo vrijeme, Alfa, Zagreb.
2020. objavio je Rječnik moga djetinjstva iliti rječnik idioma moga zavičaja, Hum naklada d.o.o., Zagreb; sunakladnik Matica hrvatska ogranak Posušje.

## Zbirke pjesama
- Žedna zemlja, HKD Napredak, Split, 1995.
- Portret Božji, Matica hrvatska, Posušje, 1999.
- Ave Croatia, HKD Napredak, Zagreb, 2003.
- Isus u Hercegovini - iz duhovne lirike, vlastita naklada, Zagreb, 2015.[2]
- O moru i vodama, vlastita naklada, Zagreb/Humac, 2019.